# Phường 6, Tân An
Phường 6 là một phường thuộc thành phố Tân An, tỉnh Long An, Việt Nam.

## Địa lý
Phường 6 nằm ở phía tây thành phố Tân An, có vị trí địa lý:
- Phía đông giáp Phường 1 và Phường 4
- Phía tây giáp xã Lợi Bình Nhơn
- Phía nam giáp phường Khánh Hậu
- Phía bắc giáp xã Hướng Thọ Phú.

Phường 6 có diện tích 7,44 km², dân số năm 2022 là 13.626 người, mật độ dân số đạt 1.831 người/km².

## Hành chính
Phường 6 được chia thành 6 khu phố: Bình Cư 1, Bình Cư 2, Bình Cư 3, Nhơn Bình, Xuân Hòa 1, Xuân Hòa 2.

## Lịch sử
Ngày 19 tháng 5 năm 1998, Chính phủ ban hành Nghị định số 32/1998/NĐ-CP (nghị định có hiệu lực từ ngày 1 tháng 1 năm 1999) về việc thành lập Phường 6 thuộc thị xã Tân An trên cơ sở tách 697 ha diện tích tự nhiên và 7.554 người của 3 ấp: Xuân Hòa 2, Bình Cư 1, Bình Cư 2, xã Lợi Bình Nhơn.
Ngày 24 tháng 8 năm 2009, Chính phủ ban hành Nghị quyết số 38/NQ-CP về việc thành lập thành phố Tân An thuộc tỉnh Long An. Phường 6 trực thuộc thành phố Tân An.